# Jerry Schatzberg
Jerry Schatzberg (New York, 26 giugno 1927) è un regista e fotografo statunitense.

## Biografia
Nato nel Bronx, borough di New York, da una famiglia ebraica, negli anni sessanta fu uno dei più famosi fotografi e lavorò anche per riviste come Esquire e Vogue. Una delle sue immagini più famose è la copertina dell'album Blonde on blonde di Bob Dylan del 1966.
Nel 1970 esordì come regista cinematografico, dirigendo Mannequin - Frammenti di una donna, interpretato da Faye Dunaway. L'anno seguente fece esordire Al Pacino come protagonista di Panico a Needle Park (1971), un serrato ed impietoso racconto di una coppia di giovani eroinomani, ben sviluppato grazie a un montaggio serrato e un consistente uso della cinepresa a spalla. Kitty Winn vinse il premio per la migliore interpretazione femminile al Festival di Cannes.
Nel 1973, con Lo spaventapasseri, Schatzberg vinse il Festival di Cannes ex aequo con Un uomo da affittare. È la storia di due vagabondi (lo stesso Pacino e Gene Hackman) che vagano per gli Stati Uniti. I punti di forza del film sono la recitazione dei due protagonisti e la fotografia di Vilmos Zsigmond.
Nei film che seguirono Schatzberg ottenne risultati decorosi ma inferiori. Da segnalare La seduzione del potere (1979), critica un po' edulcorata sul sistema americano, Accordi sul palcoscenico (1980), tenera traversata del mondo della musica country con Willie Nelson protagonista, e L'amico ritrovato (1989), tratto dall'omonimo romanzo di Fred Uhlman, tentativo di raccontare una storia su temi di amicizia e antisemitismo.

## Filmografia

### Regista

#### Cinema
- Mannequin - Frammenti di una donna (Puzzle of a Downfall Child) (1970)
- Panico a Needle Park (The Panic in Needle Park) (1971)
- Lo spaventapasseri (Scarecrow) (1973)
- Sweet Revenge (1976)
- La seduzione del potere (The Seduction of Joe Tynan) (1979)
- Accordi sul palcoscenico (Honeysuckle Rose) (1980)
- Una cotta importante (No Small Affair) (1984)
- Incompreso - L'ultimo sole d'estate (Misunderstood) (1985)
- Street Smart - Per le strade di New York (Street Smart) (1987)
- L'amico ritrovato (Reunion) (1989)
- Lumière et compagnie (1995) - film collettivo a episodi
- The Day the Ponies Come Back (2000)

#### Televisione
- La contropartita (Clinton and Nadine) - film TV (1988)

### Sceneggiatore
- Mannequin - Frammenti di una donna (Puzzle of a Downfall Child) (1970)
- The Day the Ponies Come Back (2000)